# Prádanos de Ojeda
Prádanos de Ojeda è un comune spagnolo di 232 abitanti situato nella comunità autonoma di Castiglia e León.